# Большой Эл-гомосек и его гомояхта
«Большой Эл-гомосек и его гомояхта» (англ. Big Gay Al’s Big Gay Boat Ride) — четвёртый эпизод первого сезона сериала «Южный Парк», премьера которого состоялась 3 сентября 1997 года.

## Сюжет
Пока Кайл, Стэн, Кенни и Картман ждут школьный автобус, к Стэну приходит его новый пёс Спарки, чтобы проводить его в школу. Во время спора, возникшего между Стэном и Картманом на тему того, какая собака круче, ребята внезапно узнают, что Спарки голубой — ведь он выдрал злобного пса Сильвестра, с которым состязался. До приезда автобуса Картман издевается над Стэном за то, что его собака — гей; то же делают мальчики из класса Терренс и Фосси, дразня Спарки «пёс-гомопёс».
На школьном стадионе Шеф рассказывает ребятам, что им предстоит игра с командой Миддл-Парка. Во время тренировки все понимают, что Стэн великолепно играет. Когда тренировка заканчивается, Спарки вновь приходит навестить Стэна и вновь насилует другого пса — собаку Клайда по имени Рекс.
Благодаря своему футбольному таланту Стэн получает пятёрку с минусом за невыполненное домашнее задание и освобождение от дальнейшей домашней работы; мистер Гаррисон говорит: «К спортсменам отношение лучше, потому что они лучше». После урока Стэн спрашивает у мистера Гаррисона, кто такие геи, на что получает ответ: «это люди, у которых вместо крови густая зловонная жижа, которая течёт по их венам и собирается сгустками в их крошечных мозгах, что вызывает нацистские вспышки жестокого насилия».
Джимбо надеется, что команда Саут-Парка наконец прервёт рекордно долгую череду поражений. Он делает ставку у букмекера и на всякий случай придумывает запасной план: он привязывает взрывчатку к талисману команды Миддл-Парка. Таймер должен среагировать на верхнюю «фа», которую старший брат Джона Стамоса возьмёт в песне, исполняемой в перерыве матча.
После уроков ребята пытаются отучить Спарки быть геем, приводя к нему красивую собачку, но он только срывает с неё красивый ошейник и надевает на себя. Стэн, отчаявшись, пытается через телепередачу «Иисус сотоварищи» узнать у Иисуса, как тот относится к геям, но как раз перед ответом Христа трансляцию прерывают. Спарки, подслушав всё это, сбегает из дома. Блуждая по лесу, он натыкается на «убежище Эла-гомосека для голубых животных», где человек по имени Большой Эл-гомосек предоставляет убежище животным-геям.
Стэн отказывается играть в футбол, пока не найдёт своего пса, и отправляется на его поиски. Тем временем команда Саут-Парка существенно отстаёт в счёте. Старший брат Стамоса в перерыве начинает петь, но выясняется, что он не может взять верхнюю «фа» и всегда лажает в этом месте. Джимбо в ужасе.
Блуждая по лесу, Стэн натыкается на убежище большого Эла-гомосека, где находит своего пса и пытается уговорить его вернуться. Но Эл-гомосек предлагает Стэну прокатиться на его «гомояхте» и рассказывает ему о роли голубых в истории человечества. После экскурсии Стэн извиняется перед Спарки за то, что сердился на него за его гомосексуальность.
Вернувшись от Эла, Стэн успевает на игру и отыгрывает последнюю подачу, тем самым сокращая разрыв в счёте. В речи после матча Стэн заявляет, что голубым быть нормально, и отводит всех на место, где было убежище голубого Эла. Однако, они его не обнаруживают. Зато на этом месте жители Саут-Парка находят своих голубых животных, сбежавших из дома.
В это время старший брат Джона Стамоса берёт верхнюю «фа». Раздаётся взрыв.

## Смерть Кенни
Во время финальной стадии игры на линии 30 ярдов команда соперников Саут-Парка хватает Кенни за руки и за голову и разрывает на части. Крысы немедленно начинают его пожирать. Это возмущает Шефа: «Это была грубая игра. Дайте хоть нам соскрести его с газона».
Однако позже Кенни снова можно увидеть на поле среди других игроков.

## Персонажи
В этом эпизоде впервые появляются:
- Спарки
- Бармен
- Иисус (не считая появления в короткометражке «Дух Рождества»)
- Большой Эл-гомосек

В классе сидят (слева направо): Билл (первое появление); Биби (первое появление в классе); Клайд; Фосси (первое появление); Картман; Токен; Кевин; Кайл; Дог Пу; Кенни; Стэн; Энни; Берта.

## Критика
Представители Comedy Central сообщили СМИ, что эпизод получил исключительно положительные отклики от зрителей, которые назвали себя геями. В 1998 году Джонатан Ван Метер из журнала «Нью-Йорк Таймс» назвал этот эпизод «одним из их лучших шоу» и похвалил эпизод за смешивание морального послания с шутками, а также за сентиментальные отношения между Стэном и Спарки.

## Факты
- В этом эпизоде появляются инопланетяне. Их можно заметить в правом верхнем углу в толпе фанатов Саут-парка.
- Спарки в этом эпизоде озвучивает Джордж Клуни, хотя Спарки только несколько раз гавкает. Паркер и Стоун объясняли, что это было насмешкой над идеей «приглашённой звёзды» — получить суперзвезду, Джорджа Клуни, и заставить его озвучивать тявканье пса-гея.
- В этом эпизоде впервые упоминается о гомосексуальности мистера Гаррисона.
- Школьный автобус едет в одном направлении как в школу, так и из неё.
- Во время игры Неда можно заметить с искусственной металлической рукой; обычно он её не носит, но её можно было увидеть ранее в эпизоде «Вулкан».
- Песня, которую поёт брат Джона Стамоса, — «Lovin' You» Минни Рипертон.
- В конце серии мистера Гаррисона можно заметить без мистера Шляпы на руке.
- В этом эпизоде впервые называют фамилию Кенни.
- На финальных титрах звучит песня «Now You’re A Man» в исполнении группы Трея Паркера и Мэтта Стоуна DVDA. Эта песня является заглавной темой снятого ими в 1996 году фильма «Оргазмо».
- Оказывается что Нед и Джимбо каждый год похищают талисман команды Миддл Парка.
- В третьей серии фильма «Поколение убийц», в одном из эпизодов, морские пехотинцы обсуждают «Южный Парк» и эту серию, а после, один из бойцов, пародируя Эла-гомосека, произносит его реплику.
- В этом эпизоде мистер Гаррисон появляется без очков (сцена в которой Стэн спрашивает у Гаррисона кто такие голубые).
- Во время игры на трибунах сидит четыре белых Токена, пять Баттерсов и четыре Беби.
- В этой серии можно заметить ошибку, которую сделали авторы. Так у Кайла Брофловски во время тренировки по американскому футболу можно увидеть на спортивной форме цифры 12, а на спине той же формы — цифры 14.